# Metopius geophagus
Metopius geophagus là một loài tò vò trong họ Ichneumonidae.